# Лаймовый суп
Лаймовый суп (исп. Sopa de lima) — традиционное блюдо мексиканского штата Юкатан, которое готовится из курицы или другого мяса, такого как свинина или говядина, сока лайма и подается с чипсами из тортильи.

## История
Лаймовый суп — традиционное блюдо Юкатана. Традиционная кухня Юкатана берет свое начало в латиноамериканской культуре и культуре майя. Сочетание мяса животных, привезенных из Европы, специй, методов приготовления и приготовления множества местных ингредиентов, привело к появлению многих блюд, таких как суп из лайма. Лаймовый суп, как его называют, был впервые создан в 1946 году поваром по имени Катун (что на языке майя означает «воин»). Сегодня он считается одним из самых характерных супов Юкатана.

## Приготовление
Уникальный вкус супа признанный во всей Мексике и остальном мире, в конечном итоге зависит от конкретного рецепта и сочетания ингредиентов. Лайм не является основным ингредиентом, но именно он придает вкус супу. Этот фрукт начинает свой сезон в холодные месяцы.
Суп готовят на основе бульона, с куриной грудинкой или другим мясом, лаймом, помидорами, болгарским перцем, репчатым луком, тортильями и другими ингредиентами.
Обычно лаймовый суп подают на ужин. Суп подается в глубокой тарелке, тортильи подаются дополнительно, чтобы они оставались хрустящими и не становились мокрыми. Тем не менее, их можно добавить в суп, в этом случае они размокают и становятся похожими на лапшу.